# Михайловское сельское поселение (Марий Эл)
Михайловское се́льское поселе́ние — муниципальное образование в Советском районе Марий Эл Российской Федерации.
Административный центр — деревня Михайловка.

## История
Статус и границы сельского поселения установлены Законом Республики Марий Эл от 18 июня 2004 года № 15-З «О статусе, границах и составе муниципальных районов, городских округов в Республике Марий Эл».
Состав сельского поселения установлен Законом Республики Марий Эл от 28 декабря 2004 года № 62-З «О составе и границах сельских, городских поселений в Республике Марий Эл».

## Население
| 2010  | 2011  | 2012  | 2013  | 2014  | 2015  | 2016  |
| ----- | ----- | ----- | ----- | ----- | ----- | ----- |
| 1302  | ↘1300 | ↘1233 | ↘1197 | ↗1201 | ↘1171 | ↘1148 |
| 2017  | 2018  | 2019  | 2020  | 2021  | 2023  |       |
| →1148 | ↘1128 | ↘1115 | ↘1093 | ↘1087 | ↘1039 |       |

## Состав сельского поселения
| №  | Населённый пункт | Тип населённого пункта          | Население |
| -- | ---------------- | ------------------------------- | --------- |
| 1  | Айметово         | деревня                         | 22        |
| 2  | Александровка    | деревня                         | 15        |
| 3  | Андреевка        | деревня                         | 2         |
| 4  | Большеникольск   | деревня                         | 102       |
| 5  | Козьмодемьянск   | деревня                         | 8         |
| 6  | Малоникольск     | деревня                         | 0         |
| 7  | Михайловка       | деревня, административный центр | 908       |
| 8  | Николаевка       | деревня                         | 0         |
| 9  | Нуженер          | деревня                         | 46        |
| 10 | Нужъял           | деревня                         | 120       |
| 11 | Озамбай          | деревня                         | 15        |
| 12 | Отары            | деревня                         | 28        |
| 13 | Пахомово         | деревня                         | 0         |
| 14 | Покровск         | деревня                         | 0         |
| 15 | Семёновка        | деревня                         | 0         |
| 16 | Спасский         | деревня                         | 16        |
| 17 | Чевернур         | деревня                         | 20        |